# 1293
Năm 1293 là một năm trong lịch Julius.